# Catedral de Tula
La Catedral de San José localizada en la ciudad de Tula de Allende, Hidalgo en México,

## Historia

Foto de la catedral en el año 1932 por Sigvald Linné.

Fue originalmente la iglesia conventual de un convento levantado por los evangelizadores de la orden franciscana durante la época de la conquista. Elevada a rango de catedral en 1961 y dedicada al Patriarca San José, fue de los primeros conventos levantados en México y uno de los más representativos de ese periodo.
El Santo Padre Juan XXIII el 27 de febrero de 1961 decreta la erección de una nueva diócesis en México con sede en la población de Tula de Allende, siendo hasta el 7 de septiembre de 1961 cuando se dio cumplimiento al decreto de erección de la Diócesis por el Delegado Apostólico de aquellas fechas, quien le dio el título de catedral al entonces templo parroquial de Tula.
Como todos los edificios levantados en este periodo, cuenta con gran atrio, de terraplén artificial. Lo cierra un muro almenado cuyo acceso es por un arco trilobulado, obra del siglo XVII. Al centro del atrio se ubica una cruz tallada en cantera sobre un pedestal, colocada para conmemorar la llegada de los misioneros franciscanos

## Arquitectura
El templo, a semejanza de una fortaleza, cuenta con grandes muros sostenidos por catorce contrafuertes y noventa almenas, y es de una sola nave, típico de las construcciones religiosas levantadas en este periodo en México.
La portada de acceso principal es sencilla. El estilo que domina el conjunto es plateresco, en su forma más sencilla. El acceso principal al templo es muy sencillo, de una sola portada, con arcos escarzados, pilastras con relieves, frontón curvo y ventana en el coro. Cuenta con un pequeño campanario en la parte superior izquierda de un solo cuerpo.

### El interior

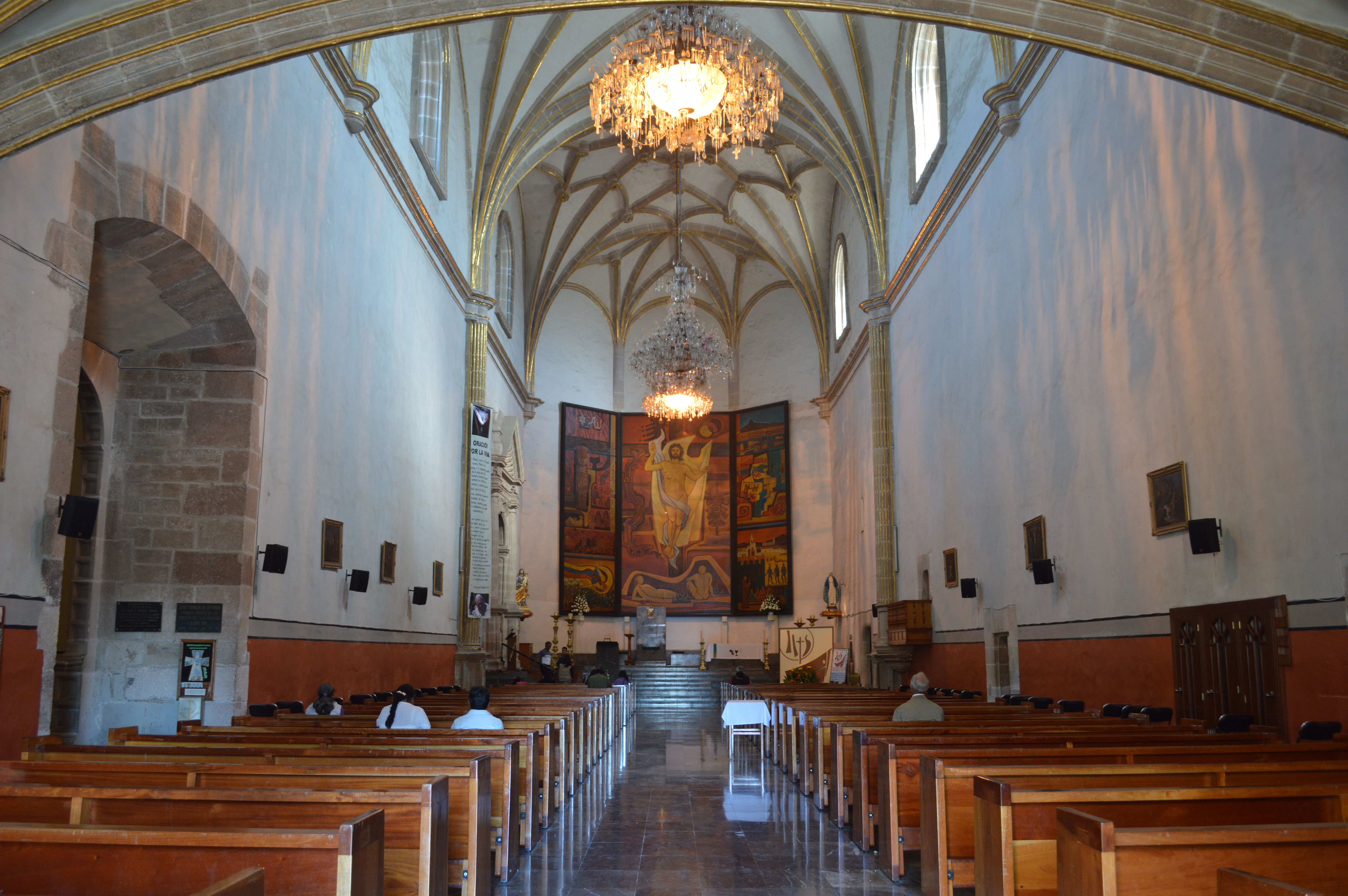
El interior.

Con planta de cruz latina y una sola nave, las bóvedas del templo cuentan con nervaduras de estilo gótico. El interior, decorado al estilo barroco del siglo XVIII, fue remozado al gusto neoclásico del siglo XIX. Este último decorado, fue retirado en la segunda mitad del siglo XX, lamentablemente se perdieron los últimos retablos barrocos no fueron retirados. El estado actual que presenta por la remodelación deja el interior muy austero.

### El Tríptico

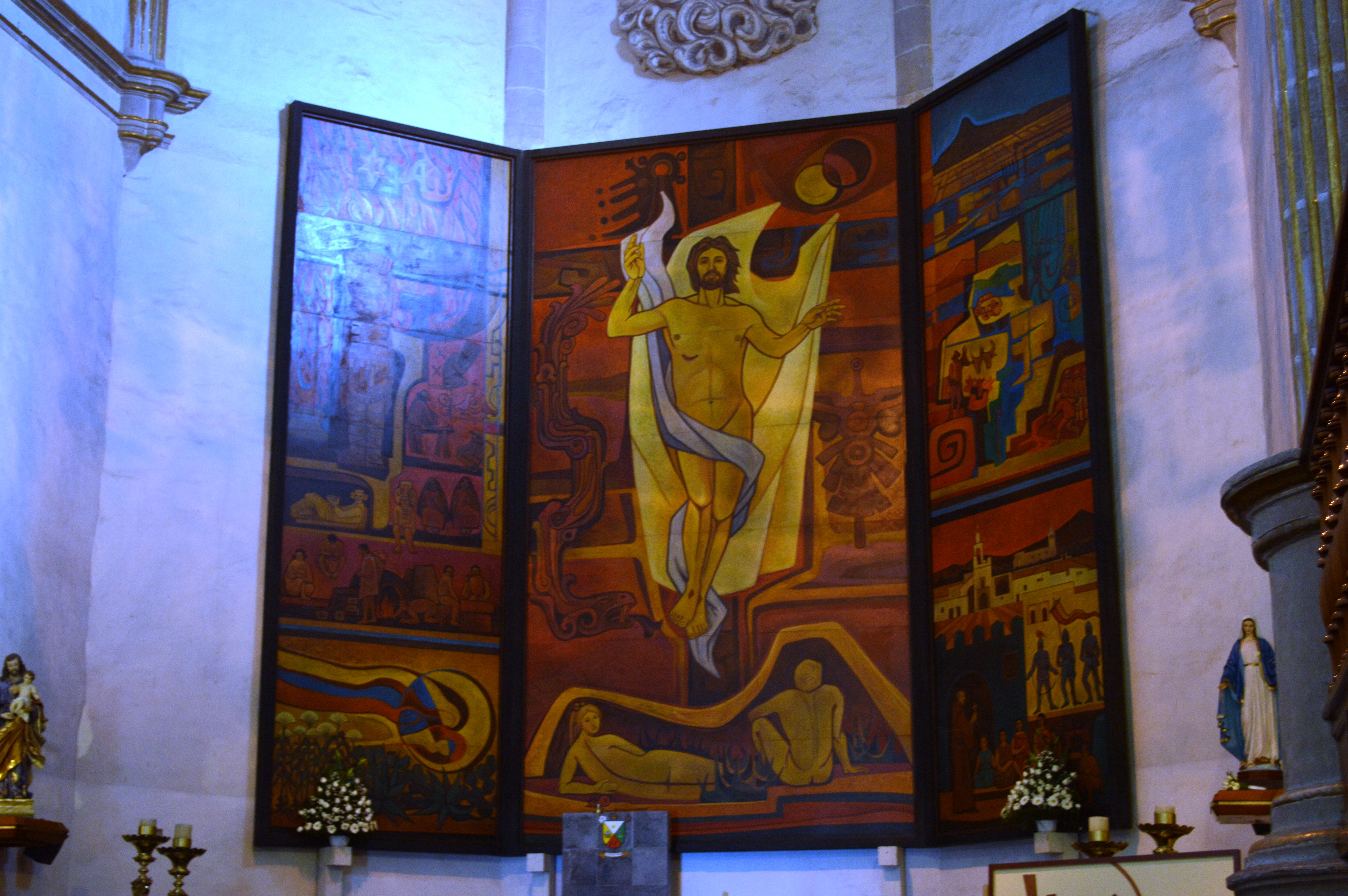
El Tríptico.

Consta de tres partes, colocado en donde se encontrara el altar principal. La parte central la preside el Cristo Resucitado, a los lados se observan imágenes que representan la evangelización de los frailes franciscanos en la zona.
En él se encuentra a cristo resucitado, arriba de su mano derecha se encuentra la serpiente emplumada (Quetzalcóatl), también conocida con el nombre de Lucero del Alba, en este tríptico aparecen imágenes de personas otomíes.
Igualmente se encuentra, de lado izquierdo, la capilla de San Francisco de Asís en Tlahuelilpan, Hidalgo.

### Las capillas
Posee dos capillas, anexas al templo. La primera, que corresponde al Sagrario, data del siglo XVII, el año, 1750. De arquitectura barroca, con planta de cruz latina y cúpula. La segunda capilla está ubicada en lo que fuera la entrada lateral. Levantada en el año de 1858. Está dedicada a la virgen de Guadalupe.

### El claustro
El claustro tiene dos niveles y el acceso es de tipo colonial. La arcada, sin capitel, es rebajada y en el segundo nivel existen pinturas al fresco.